# Fluminimaggiore
Fluminimaggiore est une commune italienne d'environ 2 900 habitants située dans la province du Sud-Sardaigne, dans la région Sardaigne.
Fluminimaggiore est une ville minière située au sud-ouest de la Sardaigne.

## Administration
| Période                                  | Période | Identité | Étiquette | Qualité |
| ---------------------------------------- | ------- | -------- | --------- | ------- |
|                                          |         |          |           |         |
| Les données manquantes sont à compléter. |         |          |           |         |

### Communes limitrophes
Arbus (MD), Buggerru, Domusnovas, Gonnosfanadiga (MD), Iglesias

### Évolution démographique
Habitants recensés